# Калипты
Калипты (лат. Calypte) — род птиц семейства колибри.

## Описание
Длина тела 7,6—10 см, размах крыльев составляет от 11 до 12,1 см, вес от 3 до 4,5 г. Присутствует отчётливый половой диморфизм.

## Распространение
Встречаются на западном побережье Северной Америки от провинции Британская Колумбия (Канада), до полуострова Калифорния (Мексика).

## Виды
- Калипта Коста[3] (лат. Calypte costae)
- Калипта Анны[4] (лат. Calypte anna)